# Thallumetus pineus
Thallumetus pineus là một loài nhện trong họ Dictynidae.
Loài này thuộc chi Thallumetus. Thallumetus pineus được Ralph Vary Chamberlin & Wilton Ivie miêu tả năm 1944.